# Almin kopec
Almin kopec, nazývaný také Almín kopec, s nadmořskou výškou 315 m je nejvyšším kopcem české části pohoří Opavská pahorkatina (Płaskowyż Głubczycki) patřící do Středoevropské nížiny. Nachází se v Hlučínské pahorkatině (tj. podcelku Opavské pahorkatiny) na území obce Hněvošice na okraji Hněvošiského háje a přírodní rezervace Hněvošický háj, cca 1,5 km severozápadně od obce Hněvošice v okrese Opava v Moravskoslezském kraji nedaleko česko-polské státní hranice.

## Další informace
Almín kopec je také archeologickou lokalitou. Byla doložena pravěká osídlení. Kopec obsahuje spraše vzniklé ledovcovou činností v době ledové. Část kopce je zalesněná a část je využívaná jako pole. Na vrcholu je triangulační bod. Přes kopec vede naučná stezka Hněvošický háj. Kopec je celoročně volně přístupný.

## Poznámka
Nejvyšším kopcem celé Opavské pahorkatiny je polská Plechowa Góra (328 m n. m.). Nejvyšším geografickým bodem celé Opavské pahorkatiny je vrstevnice 340 m n. m. ve svahu jihovýchodně od vrchu Hradisko/Přední Cvilínský kopec.

## Galerie

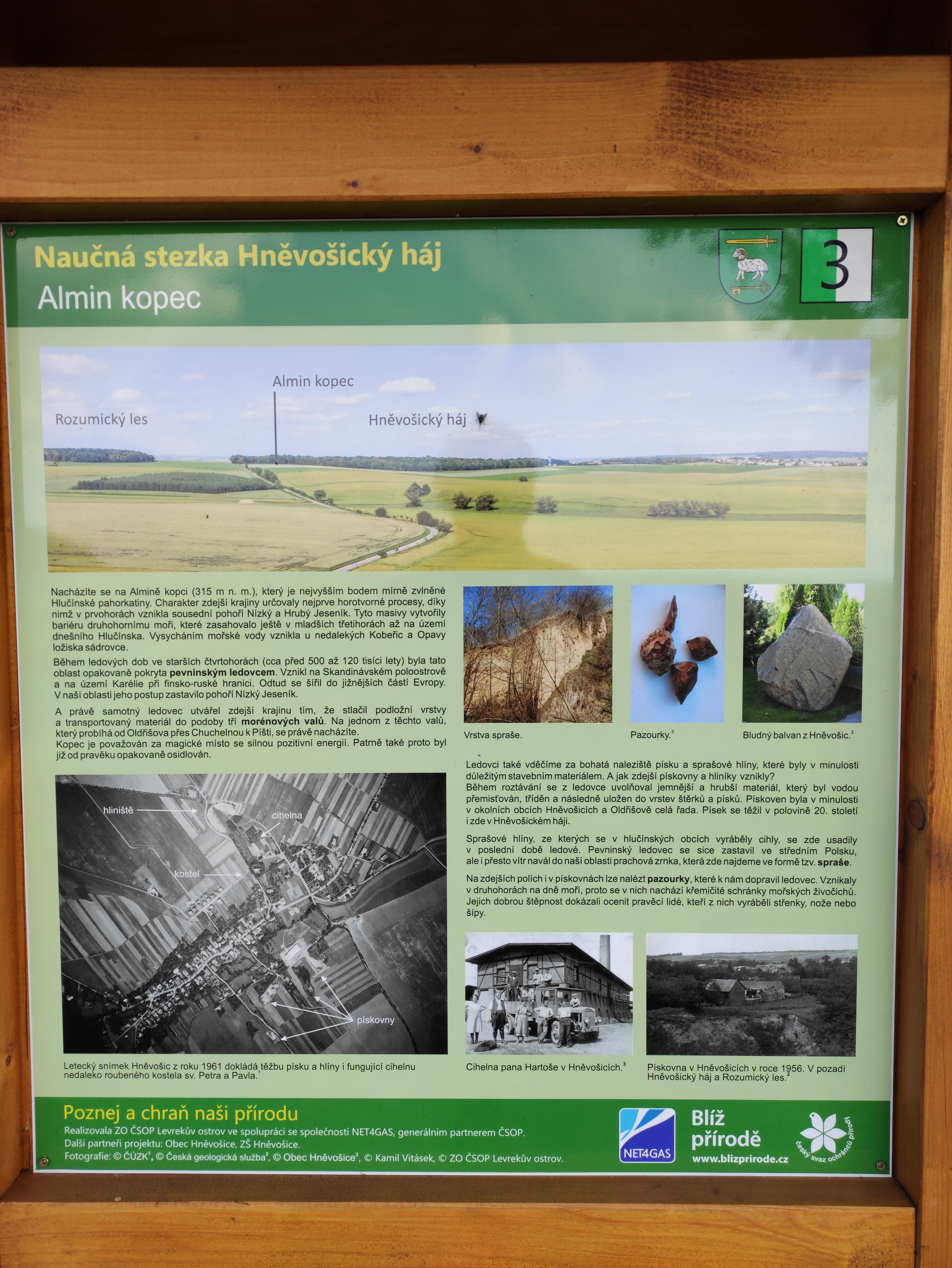